# Ciechocin
Ciechocin è un comune rurale polacco del distretto di Golub-Dobrzyń, nel voivodato della Cuiavia-Pomerania.
Ricopre una superficie di 101,49 km² e nel 2004 contava 3 983 abitanti.